# 30 ianuarie
ianuarie • februarie • martie  • aprilie  • mai  • iunie  • iulie  • august  • septembrie  • octombrie  • noiembrie  • decembrie
30 ianuarie este a 30-a zi a calendarului gregorian. Mai sunt 335 de zile până la sfârșitul anului (336 de zile în anii bisecți).

## Evenimente

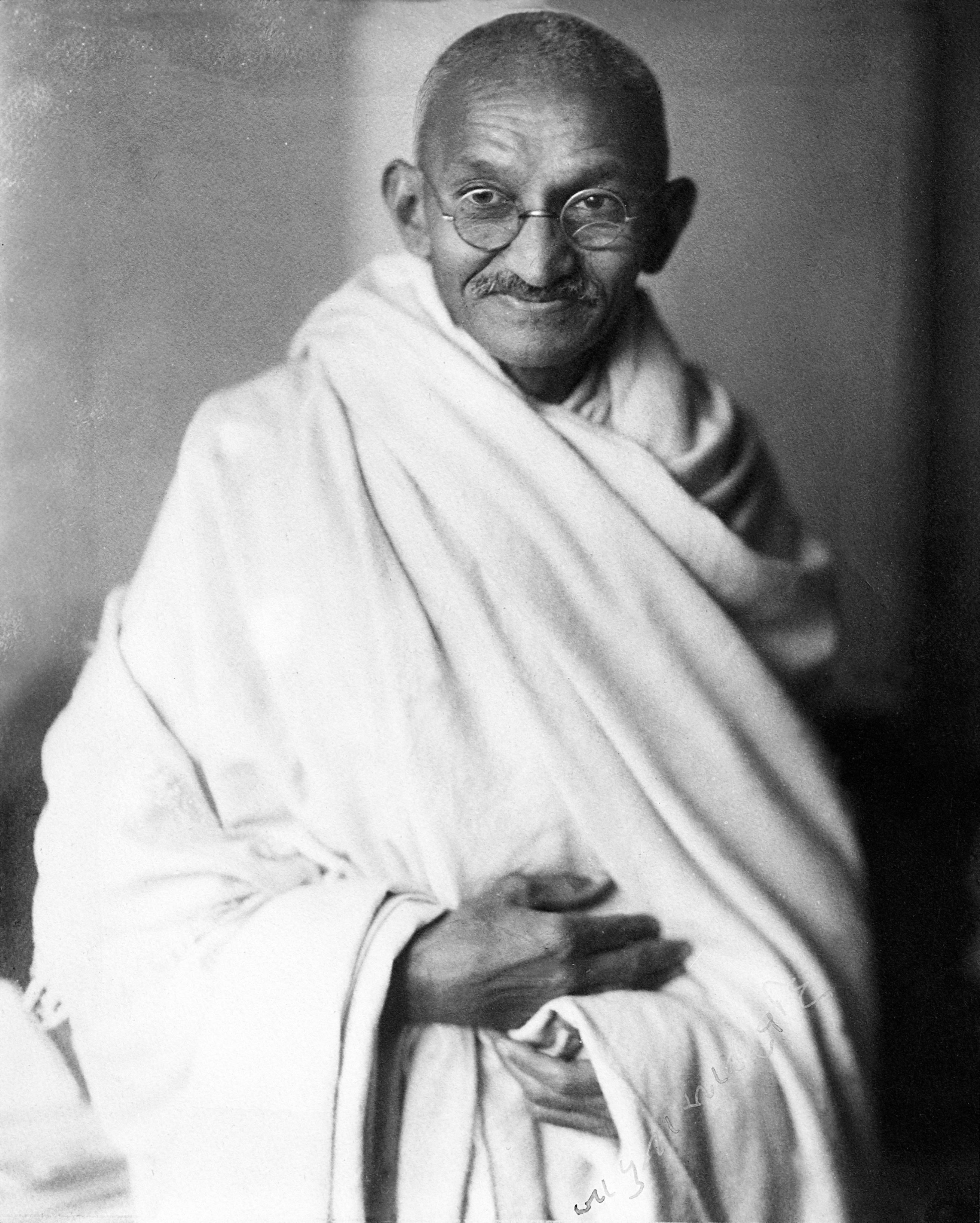
1948: După asasinarea lui Mahatma Gandhi (foto) în casa sa, prim-ministrul Indiei, Jawaharlal Nehru, vorbește națiunii, spunând „Lumina s-a stins din viețile noastre”.

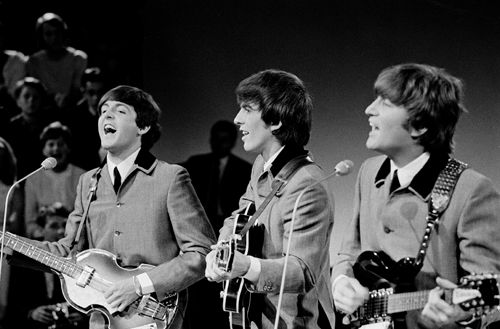
1969: Are loc ultimul spectacol public al trupei The Beatles, pe acoperișul Records Apple, din Londra. Concertul improvizat este întrerupt de poliție.

- 1561: A apărut „Tetraevanghelul”, prima carte românească tipărită de diaconul Coresi.
- 1648: Războiul de Optzeci de Ani – se semnează Tratatul de la Münster și Osnabrück care duce la sfârșitul conflictului dintre Țările de Jos și Spania.[1]
- 1649: Regele Carol I al Angliei este executat la Whitehall, Londra.[2]
- 1667: Este semnat Armistițiul de la Andrusovo, care pune capăt Războiului ruso-polonez din 1654-1667.[3][4]
- 1695: Constantin Brâncoveanu primește ca recompensă pentru serviciile făcute Curții din Viena, titlul de „principe al Imperiului".
- 1835: În prima tentativă de asasinat împotriva unui președinte al Statelor Unite, Richard Lawrence încearcă să-l împuște pe președintele Andrew Jackson, dar eșuează și este imobilizat de mulțime, inclusiv câțiva congresmeni, precum și de Jackson însuși.[5]
- 1889: Arhiducele Prințul Rudolf al Austriei, moștenitor al tronului Austro-Ungariei, este găsit mort împreună cu amanta lui, baroneasa Marie Vetsera la Mayerling.[6][7]
- 1920: România și Cehoslovacia stabilesc relații diplomatice la nivel de legație.
- 1925: Guvernul Turciei îl expulzează pe Patriarhul Constantin al VI-lea din Istanbul.
- 1933: Adolf Hitler este numit în funcția de Cancelar al Germaniei.
- 1939: În timpul unui discurs rostit în Reichstag, Adolf Hitler face o predicție privind sfârșitul rasei evreiești din Europa în cazul unui nou război mondial.[8]
- 1948: După asasinarea lui Mahatma Gandhi în casa sa, prim-ministrul Indiei, Jawaharlal Nehru, vorbește națiunii, spunând „Lumina s-a stins din viețile noastre”.[9][10]  Data asasinatului este marcată drept „Ziua Martirilor” în India.
- 1969: Are loc ultimul spectacol public al trupei The Beatles, pe acoperișul Records Apple, din Londra. Concertul improvizat este întrerupt de poliție.
- 1972: „Bloody Sunday"/ Duminica Sângeroasă – Trupele britanice au ucis 13 catolici la o adunare din Londonderry (Irlanda de Nord).
- 1991: „Grupul celor 24" hotărăște să includă România între țările est-europene beneficiare de asistența în cadrul programului PHARE, program inițiat în 1989 și având în vedere ajutorarea prin credite și asistență tehnico-economică a fostelor țări socialiste.
- 1992: La Praga are loc reuniunea Consiliului de Miniștri ai CSCE (Conferința pentru Securitate și Cooperare în Europa – din 1994 se numește Organizația pentru Securitate și Cooperare în Europa, OSCE). Se adoptă „Documentul de la Praga privind dezvoltarea pe viitor a instituțiilor și structurilor CSCE” și „Declarația Consiliului CSCE cu privire la neproliferare și transferul de arme” .
- 1995: Întâlnirea dintre Mircea Snegur, președintele Republicii Moldova, și Bill Clinton, președinte al SUA, prima de acest fel, consacrată în principal ajutorului american destinat dezvoltării economiei de piață și reformelor politice din Republica Moldova.
- 2020: Organizația Mondială a Sănătății declară pandemia COVID-19 ca fiind o urgență de sănătate publică de interes internațional.[11]

## Nașteri
- 1621: Gheorghe Rákóczi al II-lea, principe al Transilvaniei (d. 1660)
- 1781: Adelbert von Chamisso, scriitor german (d. 1838)
- 1832: Infanta Luisa Fernanda, Ducesă de Montpensier (d. 1897)
- 1841: Félix Faure, politician francez (d. 1899)
- 1871: Gheorghe Brăescu, prozator român (d. 1949)
- 1882: Franklin Delano Roosevelt, cel de-al 32-lea președinte al SUA (d. 1945)
- 1885: Iuliu Hossu, episcop unit român, membru de onoare al Academiei Române, cardinal (d. 1970)

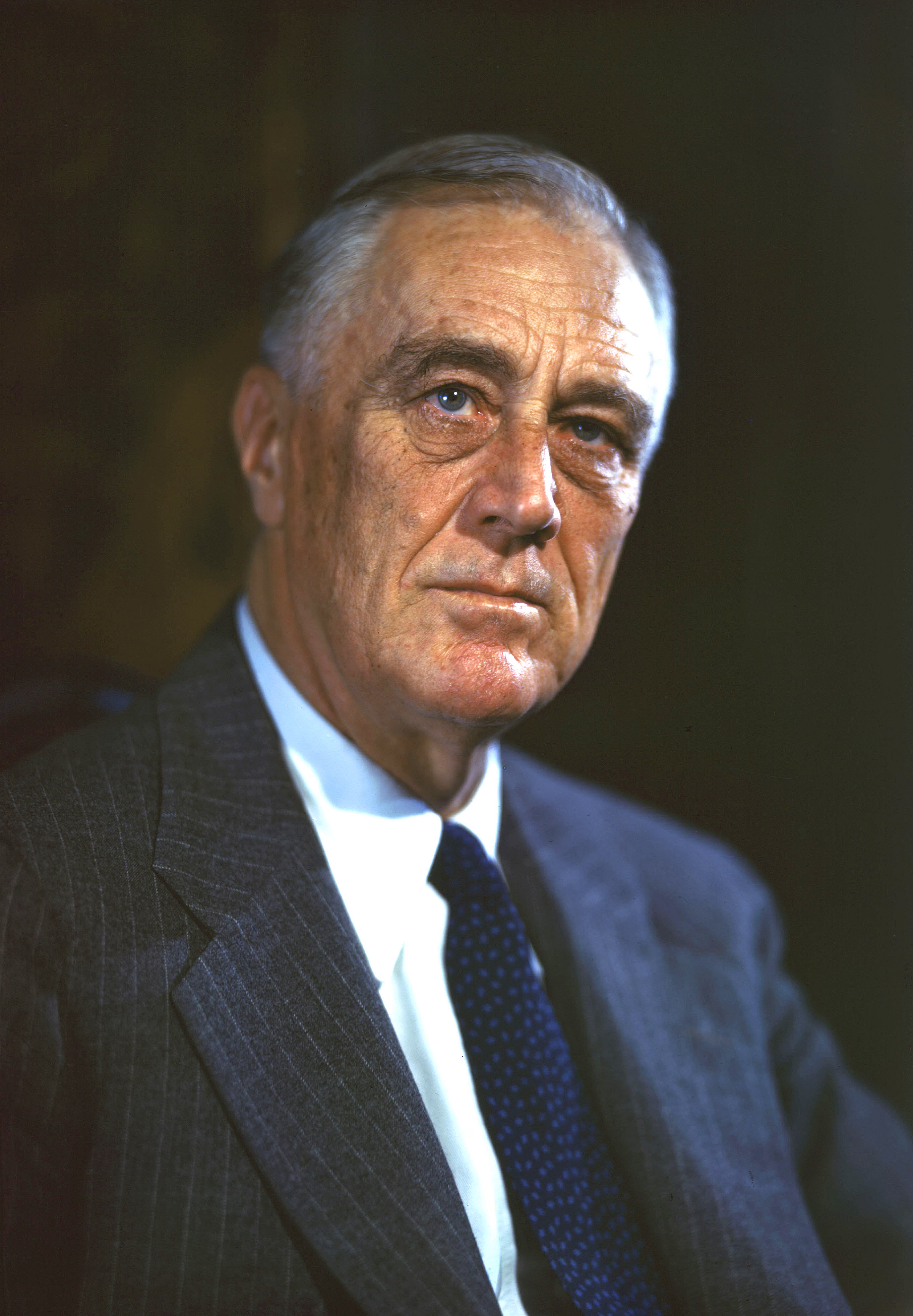
Franklin Delano Roosevelt, cel de-al 32-lea președinte al SUA
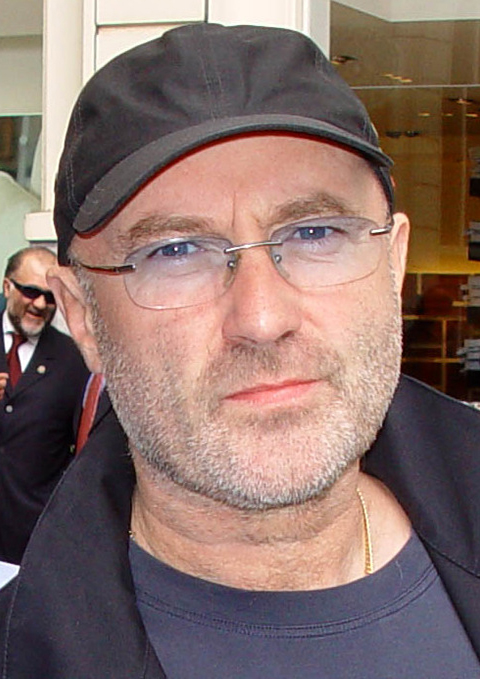
Phil Collins, muzician britanic
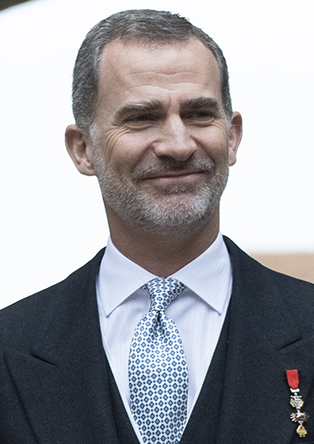
Filip al VI-lea al Spaniei

- 1894: Țarul Boris al III-lea al Bulgariei (d. 1943)
- 1902: Ion Călugăru (Benjamin Croitoru), prozator român
- 1927: Olof Palme, politician suedez (d. 1986)
- 1930: Gene Hackman, actor american (d. 2025)
- 1932: Dinu Săraru, romancier român (d. 2024)
- 1935: Elsa Martinelli, actriță italiană (d. 2017)
- 1936: Valentin Plătăreanu, actor româno-german (d. 2019)
- 1937: Vanessa Redgrave, actriță britanică
- 1937: Boris Spasski, jucător rus de șah
- 1941: Dick Cheney, Vice-președinte al Statelor Unite
- 1949: Ștefan Velniciuc, actor și profesor român
- 1951: Phil Collins, muzician britanic  (Genesis și Brand X)
- 1952: Silvia Marcovici, violonistă evreică de origine română
- 1961: Laura Grunberg, scriitoare română
- 1962: Regele Abdullah al II-lea al Iordaniei
- 1968: Filip al VI-lea al Spaniei, rege al Spaniei
- 1985: Ximena Duque, actriță columbiană

## Decese
- 1649: Regele Carol I al Angliei (n. 1600)
- 1730: Țarul Petru al II-lea al Rusiei (n. 1715)
- 1834: Zacarías González Velázquez, pictor spaniol (n. 1763)
- 1867: Împăratul Kōmei, al 121-lea împărat al Japoniei (n. 1831)
- 1889: Prințul Rudolf al Austriei (n. 1858)
- 1891: Charles Joshua Chaplin, pictor francez (n. 1825)
- 1892: Pierre Andrieu, pictor francez (n. 1821)
- 1897: Constantin Gogu, matematician și astronom român, membru corespondent al Academiei Române (n. 1854)

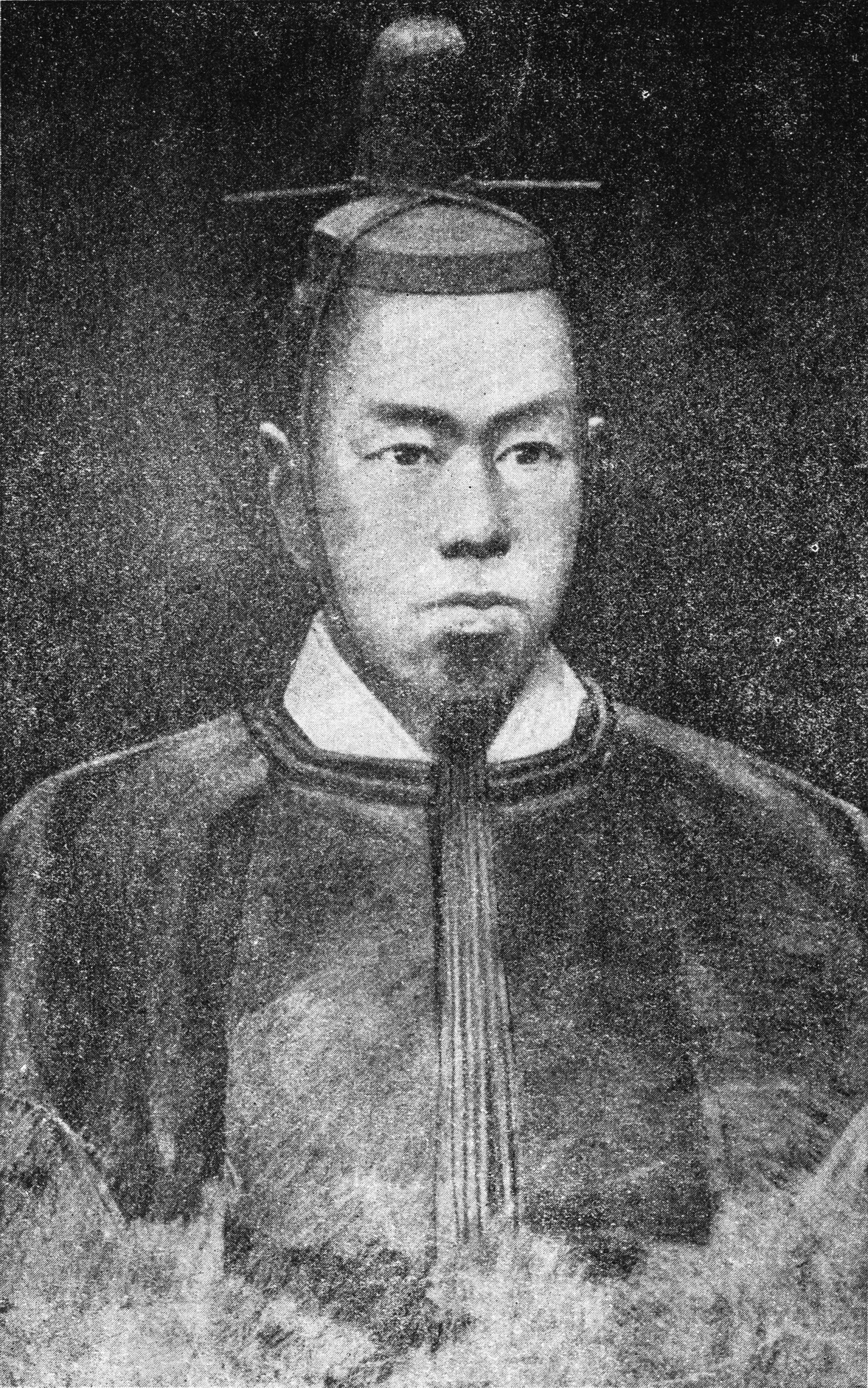
Împăratul Kōmei, al 121-lea împărat al Japoniei
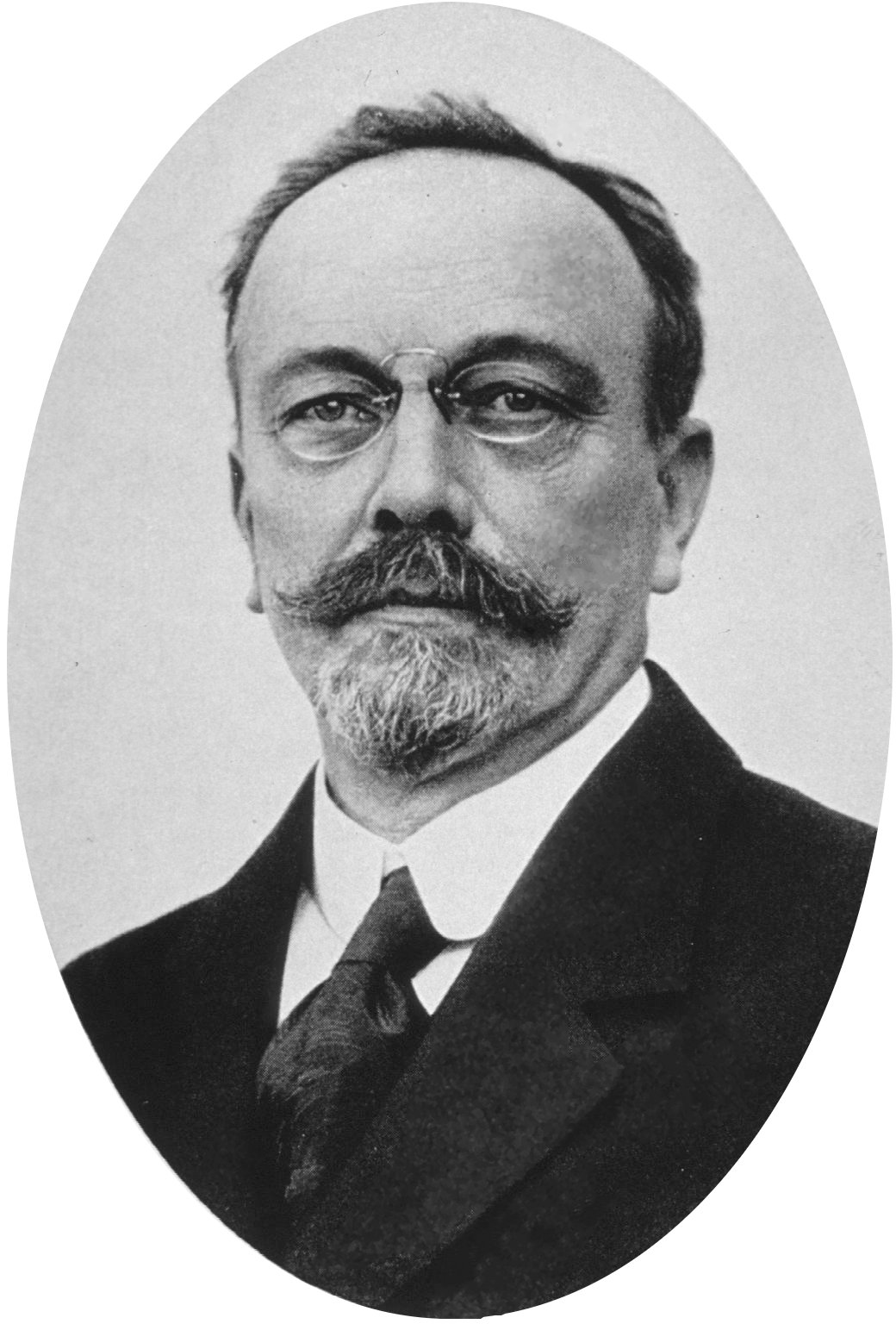
Johannes Fibiger, medic danez, laureat Nobel
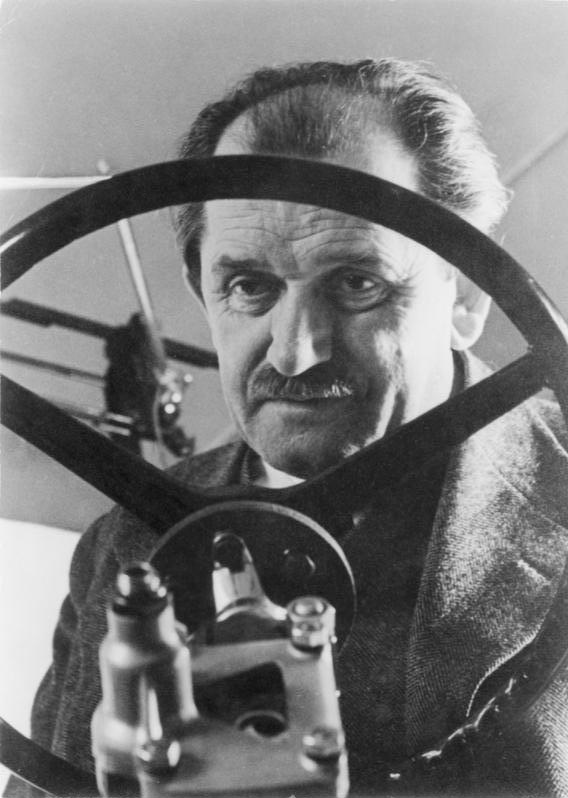
Ferdinand Porsche, constructor german de automobile

- 1907: Alphonse Monchablon, pictor francez (n. 1835)
- 1926: Bucura Dumbravă (Fanny Szekulics), prozatoare și alpinistă română (n. 1868)
- 1927: Constantin Cantacuzino-Pașcanu, om politic român (n. 1856)
- 1928: Johannes Fibiger, medic danez, laureat Nobel (n. 1867)
- 1951: Ferdinand Porsche, constructor german de automobile (n. 1875)
- 1963: Francis Poulenc, compozitor francez (n. 1899)
- 1969: Dominique Pire, călugăr dominican, laureat al Premiului Nobel pentru Pace (n. 1910)
- 1989: Alfonso, Duce de Anjou și Cádiz, pretendent spaniol la tronul Franței (n. 1936)
- 1991: John Bardeen, fizician american, laureat Nobel (n. 1908)
- 1991: John McIntire, actor american (n. 1907)
- 1993: Alexandra a Iugoslaviei, soția regelui Petru al II-lea al Iugoslaviei (n. 1921)
- 1994: Pierre Boulle, autor francez (n. 1912)
- 2007: Gheorghe Crăciun, scriitor român (n. 1950)
- 2008: Vintilă Corbul, scriitor român (n. 1916)
- 2014: Marioara Murărescu, realizatoare TV (n. 1947)
- 2015: Jeliu Jelev, politician bulgar, fost președinte al Bulgariei (n. 1935)
- 2021: Alfreda Markowska, salvatoare de vieți omenești în timpul celui de-al doilea război mondial (n. 1926)

## Sărbători
- Sfinții Trei Ierarhi Vasile, Grigore și Ioan; Sf. Ipolit, ep. Romei (calendarul ortodox și greco-catolic)